# Boldogkőváralja
Boldogkőváralja este un sat în districtul Gönc, județul Borsod-Abaúj-Zemplén, Ungaria, având o populație de 1.094 de locuitori (2011). 

## Demografie
Componența etnică a satului Boldogkőváralja
     Maghiari (83,77%)
     Romi (13,95%)
     Ruteni (2,28%)
Componența confesională a satului Boldogkőváralja
     Romano-catolici (48,54%)
     Greco-catolici (8,14%)
     Fără religie (5,21%)
     Reformați (3,84%)
     Necunoscută (34%)
     Atei (0,27%)
Conform recensământului din 2011, satul Boldogkőváralja avea 1.094 de locuitori. Din punct de vedere etnic, majoritatea locuitorilor (83,77%) erau maghiari, existând și minorități de romi (13,95%) și ruteni (2,28%). Nu există o religie majoritară, locuitorii fiind romano-catolici (48,54%), greco-catolici (8,14%), persoane fără religie (5,21%) și reformați (3,84%). Pentru 34,0% din locuitori nu este cunoscută apartenența confesională.